# 한동석 (1911년)
한동석(韓東錫, 1911년 7월 30일 ~ 1968년 6월 30일)은 대한민국의 한의사이다.

## 출생과 삶
함경남도 함주군 하조양면에서 장남으로 태어났다. 함흥 영생중학교를 중퇴했다. 10대 후반과 20대 초중반을 만주에서 유랑하다가 20대 후반 함흥으로 돌아와 상업에 종사했고 32세에 한의학 공부를 시작했다. 1953년에 한의사 면허를 취득했다. 1960년에 동양의약대학에 출강했다. 임종 직전에 천주교에 입교했다.

## 학력
- 건국대학교 정치외교학과 졸업
- 성균관대학교 대학원 동양철학과 석사 과정 수료

## 저서
- 우주변화의 원리

- 동의수세보원주석

## 가족관계
- 아버지 : 한희춘(韓希春, 1885년 ~ ?)
- 어머니 : 이씨(李氏, 1891년 ~ ?)
- 배우자(초혼) : 김씨(金氏, 1911년 ~ ?)
  - 슬하 1녀
- 배우자(재혼)
  - 슬하 2녀
- 배우자(삼혼)
  - 슬하 1남 1녀
- 배우자(사혼)
- 배우자(오혼)
  - 슬하 3남 2녀
- 사촌동생 : 한봉흠(韓鳳欽, 1927년 ~ 2019년) 전 고려대학교 문과대학 독어독문학과 명예교수